# 류림
류림(柳琳, 1581년 2월 6일 ~ 1643년)은 조선의 무신이다. 본관은 진주, 자는 여온.

## 생애
청하현감 류회의 3남 2녀 중 막내 아들로 태어났으나 10살이 되던 때에 일찍이 부모를 여의었고 2년 후 임진왜란이 발발하여 전쟁 와중에 큰형과 작은형은 일본군에게 살해당했다. 이후 누이와 함께 15세 연상이자 자신의 종형인 충경공 류형(柳珩)의 집에서 자랐다. 선조 36년(1603년) 무과에 급제하였지만 체격이 왜소하다 하여 바로 선전관에 임명되지 못하고 대기하다가 광해군 4년(1609년)이 되어서야 훈련도감 초관에 임명되었다. 광해군 9년(1617년)에 이산군수가 되었고, 광해군 10년(1618년)에 충청수사를 시작으로 광해군 13년(1621년) 북병사, 인조 1년(1623년) 남양주부사, 인조 2년(1624년) 서산부사가 되었다. 1630년에는 전라수사가 되어 가도에서 일어난 유흥치의 난을 평정하였다. 인조 12년(1634년) 평안병사가 되어 국방력을 강화하고 무리한 청나라의 요구를 거절하였다. 이후 인조 13년(1635년) 포도대장, 인조 14년(1636년) 경상좌병사가 되었다.

### 병자호란
1636년 12월 병자호란이 터지자 1637년에 관찰사 홍명구와 함께 근왕군 5,000명을 조직하여 탑동과 백동에서 청나라 군사 수만명과 맞서 싸워 수십배나 되는 청군을 크게 격파하였으나, 탑동에서 싸운 홍명구는 결국 전사하였다. 하지만 그 무렵에 조선 인조는 청나라에 항복하였고, 류림은 임금을 구하지 못했다는 자책감에 실의에 빠졌다.

### 전후
1641년 청나라가 명나라를 치기 위해 병력을 요청하자, 류림은 적극적으로 전투에 임하지 않았고 청나라에서는 이런 행동을 취한 류림을 문책하였다. 이후 인조 21년(1643년)에 포도대장으로 임명되었으나 임명장을 받지 못하고 사망하였다. 원종훈(原從勳)에 두 번 기록되었고 일곱 번 고을 수령을 역임하고 10번을 절도사 또는 병사를 맡았다고 기록하고 있다.

## 사후
류림은 사후 좌의정에 추증되었으며 정조 20년(1796년)에 충장(忠壯)이라는 시호가 내려졌다. 이후 1940년에 김화 지역 유림의 합의에 의해 충렬사에 제향되었다.
《류림 선생 묘 및 신도비》는 경기도 고양시 덕양구 행신동에 있다. 1991년 6월 25일 고양시의 향토유적 제29호로 지정되었다.

## 가계
- 할아버지 : 정민공(貞敏公) 류진동(柳辰仝)
  - 아버지 : 증 이조참판 청하현감 류회(柳淮)
  - 어머니 : 음성 박씨, 사평 박념(朴恬)의 딸

## 참고 문헌
- 2006년 진주류씨역대인물전(진주류씨대종회)
- 조선왕조실록 광해군일기
- 조선왕조실록 인조실록
- 병자호란사